# Први крсташки рат
Први крсташки рат (1096—1099) био је војни поход хришћана из Западне Европе, на позив папе Урбана II да се врати градЈерусалим и Света земља из руку муслимана.
Покренуо га је папа Урбан II на црквеном сабору у француском граду Клермону који се одазвао на молбу византијског цара Алексија I Комнина за помоћ у борби против Османских Турака. Папином позиву су се одазвали угледни европски племићи, као и Пиза и Ђенова – моћне италијанске поморске републике које су виделе свој трговачки интерес на Истоку. Пре самог похода ратничког племства, у Први крсташки рат је кренула маса сељака, сиротиње и обичног света, која је у целом том походу видела згодну шансу да стекне богатство или поседе. Народни поход је стигао у Цариград одакле се пребацио у Малу Азију, али су га већ у првом контакту Турци сатрли. Крајем 1096. године на Исток су кренули и одреди феудалаца, боље организовани, наоружанији и дисциплинованији. Они су се окупили у византијској престоници, а затим прешли у Малу Азију. Ту су освојили Никеју (1097), потукли Селџуке у бици код Дорилеја (1098), освојили Антиохију (1098) и на крају, Јерусалим (1099) и тако постигли званични циљ. На темељима војних успеха створене су прве крсташке државе, а у самом Јерусалиму су створени први витешки редови - Темплари, Јовановци и Тевтонци. Ово је једини крсташки рат који је испунио задати циљ, освајање Јерусалима.

## Извори за први крсташки рат
Догађаје за први крсташки рат налазимо у западним и у византијским изворима.
Рајмон д'Агије је био учесник Првог крсташког похода, најпре као пратилац надбискупа Адемара Пијског, а затим као капелан једног од најистакнутијих вођа читавог тог похода грофа Ремона Тулуског. У његовој служби д'Агије је почео да пише своје дело „Gesta Francorum qui seperunt Jerusalem“ (Дела Франака који су освојили Јерусалим), за време крсташке опсаде Антиохије, а завршио га је крајем 1099. године.
Фуше од Шартра (1058—1127) је присуствовао чувеном Клермонском сабору, где је прокламован Први крсташки рат. Одатле је са својим господарем Стефаном од Блоа отишао на Исток, где је ускоро постао капелан једног од најистакнутијих вођа крсташког похода Готфрида Бујонског, који је на Истоку најпре постао господар Едесе, а затим и јерусалимски краљ. Своје дело „Дела Франака који су походили Јерусалим“ писао је у три наврата - 1101, 1106. и од 1124. до 1127. године. То је најбоље западно дело о Првом крсташком походу, јер је писац био најобразованији најпоузданији од свих латинских хроничара који су о њему писали.
„Gesta Francorum et aliorium hierosolomitanorum“ (Дела Франака и других Јерусалимљана) је било подједнако популарно као и Фушеово. Оно је међутим анонимно, а по свој прилици написао га је један Француз, члан пратње норманског војводе Боемунда, који је стигао до Јерусалима. Дело обухвата период од 1095. до 1099. године, а писано је једноставним и јасним латинским језиком. Сам писац је вероватно био обичан војник.
Роберт Монах за кога се само претпоставља да је око 1100. био на Истоку написао је спис Hierosolymitam exspeditio да би се допунила анонимна Gesta. Дело представља само прераду и допуну Geste. Радулф из Кана (Radulfus Cadomenais), капетан Роберта Нормандијског а касније јерусалимски патријарх написао је по самом причању Боемундовог нећака Танкреда, Gesta Tancredi које обухватају догађаје до 1105. године. На основу анонимних gesta и усмених саопштавања написао је негде после 1107. године опат а касније и архиепископ Бандри де Буржел, Hystoria Hierosolymitana. Дело је лепо написано, али у њему има доста измишљотина и реторике.
Такође требе поменути и спис Hierosolymitana, дело једног од највећих историографа средњег века Екехарда из Ауре. Он је био на Истоку 1101. године а овај спис је важан као одјек немачког мњења о крсташком рату. На њега је Исток оставио велики утицај, а Цариград је за њега Civitas nobilissima. Врло важан извор за први крсташки рат је Кафаро ди Рустико да Кашифелоне, ђеновљански патрициј, државник, адмирал. Поред свог важнијег дела Ђеновљанских анала оставио је кратку расправу De liberatione civitatum Orientis. Ово дело је писано доста после првог крсташког рата, око 1155. па оно не може имати вредност списа написаног непосредно после догађаја. Он ту говори о учешћу у борбама око Кесареје, о учешћу Ђеновљана у првом крсташком рату.
Ана Комнина, најстарија кћи Алексија I (1081—1118), је као монахиња написала своје чувено дело Алексијаду, у 15 књига, величајући живот свога оца. Алексијада обухвата временско раздобље од 1069. до 1118, када је њен отац умро. Књигу је допунила пред смрт историјским материјалом који је добила од свог мужа. Књигу је највероватније завршила 1148. Највише места Ана Комнина посвећује односу крсташа и Византије, а као права грчка принцеза фаворизовала је Византинце, а са презиром говорила о крсташима.

## Стање на Истоку
Европљанима је крајем XI века изгледало да је стање врло повољно за предузимање крсташког похода. Због слабљења централне власти, муслиманске области на Блиском истоку су се поделиле на многобројне феудалне поседе и државице. Одвојио се Египат, а њему су биле потчињене Сирија, Палестина и феникијске области (Данашњи Либан). Арабљански свет ослабљен, постао је жртва Селџука. Селџуци су племе које је дошло са Истока и које се у XI веку учврстило у Малој Азији, преотевши Египту Сирију и Палестину. Међутим и у турској држави почели су да јачају феудалци, па се држава распала на низ независних кнежевина, које су се простирале од Мале Азије на северу до Египта на југу. Египат је пак настојао да врати под своју власт Сирију и Палестину.
Византија некада јака држава у том делу света, почела је да се опоравља од удараца на западу и истоку. Византијски цареви били су спремни да прихвате помоћ која је долазила из западне Европе у борби против Турака који су се налазили близу византијске престонице, Цариграда.

## Предуслови за рат
Византија је током 1071. године задобила два тешка ударца, Нормани су заузели Бари (последњи посед на Апенинском полуострву), док су Селџуци након битке код Манцикерта заузели територије на простору Мале Азије, па је византијски цар Алексије I Комнин (1081—1118) био принуђен да потражи помоћ у Европи коју није гледао благонаклоно. На његов позив се одазвао папа Урбан II који је био забринут за свето место (Јерусалим). Сазива 1095. године сабор у Клермону којем присуствује око 200 бискупа, кнежева и племића. Одлучено је да се крене у ослобађање Светог места.

## Учесници у крсташким походима
У средњем веку Католичка црква је владала над духовним животом људи у Западној Европи. Сви који су кренули на исток оправдавали су своје учешће у крсташким походима жељом да ослободе „света места“, али иза тога стајале су за неке нада у бољи живот, за друге нове земље и поседи, за треће слава или добит.
Владари и крупни феудалци учествовали су у крсташким ратовима, јер су се надали да ће освојити нове територије, што је значило повећање политичког утицаја и прихода.
Средње и ниже племство, посебно ритери, кренули су на исток са намером да оснују своја властелинства и да се обогате пљачком. Многи ритери имали су велике дугове па им је Исток изгледао као обећана земља. Одлазак у крсташки рат ослобађао их је обавезе враћања дугова.
Сељаштво је масовно учествовало, посебно у првом крсташком рату, у ком су и први кренули у поход. Тежак положај код куће, феудалне дажбине и разни намети, дугови и обавезе упућивало их је да у крсташким ратовима траже излаз из опште невоље.
Средоземни градови, пре свега јаки трговачки центри Венеција и Ђенова имали су своје интересе у проширивању трговине. Крсташки ратови омогућавали су стварање нових трговачких веза.
Римокатоличка црква која је играла значајну улогу у покретању крсташких ратова, имала је своје посебне циљеве. Користећи се верским осећањима народа позивала их је да крену у поход за „ослобођење Христовог гроба“ и тако пред свима оправдала крсташке ратове као узвишени циљ. Освајањем нових области проширивала се и њена моћ и ако би дошло до покрштавања муслимана, повећао би се и број верника.

## Вође првог крсташког рата

### Боемунд
Један од истакнутијих вођа првог крсташког рата био је Боемунд. Он је већ био ратник са искуством будући да је са својим оцем Робертом Гвискаром имао велики поход покушавајући да заузме Цариград и сруши Византијско царство. Његова одлука да се прикључи крсташима касније је препричавана као легенда. Једног врелог септембарског дана Боемунд је посматрао како пролази велика норманска армија из Северне Француске вођена Робертом војводом Нормандијским. Наводно су изглед крсташа и њихов верски жар толико утицали на Боемунда да он ни тренутка није оклевао да им се придружи. Као и увек прича је сувише лепа да би могла бити истинита.
Сам Боемунд није био млад, имао је око четрдесет година. Крв му је била сувише ратничка, да би могла да га задржи кући. Њему се приписују чувене речи које је одмах по изласку из катедрале у Амалфију изговорио окупљеним војсковођама:
Зар ми нисмо Франци? Зар овде нису дошли наши преци и ослободили ову земљу својим рукама? Каква је то срамота? Зар ће наши сродници и браћа по крви ићи путем мучеништва и у рај без нас?
Истина, нису једино религиозни мотиви били ти који су Боемунда терали да крене у авантуру. Он никако није могао да заборави и да преболи неуспели поход на Византију. Његова мржња према Грцима навела га на доста непромишљених потеза. Са собом Боемунд је повео свог рођака Танкреда који је имао тек двадесет година.

### Готфрид Бујонски и Балдуин
Готфрид Бујонски је био војвода Доње Лорене. Он је без икаквог размишљања продао своју целокупну имовину и уложио је у опрему своје армије. Он није имао намере да се враћа у Европу и у успех овог рата уложио је све што има. Готфрид је са собом повео свог брата Балдуина.
Током рата показаће се колико он има несумњиво личну храброст. Читајући историјске списе који говоре о крсташким ратовима не може се избећи утисак да је управо Балдуин био тај по чијим је идејама формирана Краљевина Јерусалим. Позив папе Урбана II за Свети рат за Балдуина је била идеална прилика да на најбољи начин задовољи своје жеље. Веома интелигентан брзо је схватио да за њега у Европи нема будућности па је на поход повео и жену и децу давши до знања да се више неће враћати. Са данашње временске дистанце може се слободно рећи да су крсташи имали срећу што су имали таквог човека у својим редовима.

### Роберт Нормандијски
Од до сада набројаних вођа Роберт Нормандијски је нешто сасвим друго. У бити религиозан човек одмах је прихватио позив папе. Разлози због којих је Роберт Нормандијски кренуо у крсташки поход су били само и једино религиозни. И код њега се појавио проблем сакупљања новца, па је зато морао своје војводство Нормандију да заложи. Ту неопрезност је касније платио.

### Ремон Тулуски
Ремон Тулуски је човек са несумњиво највише угледа од свих до сада набројаних вођа. Био је један од од витезова Светог Петра које је папа Григорије VII слао у Шпанију да се боре против муслимана. Данас је сасвим извесно да се са њиме папа Урбан консултовао пре него што је у Клермону изнео своје идеје око покретања крсташког рата. Крсташки ратови за њега нису била новост будући да је већ ратовао са муслиманима по Шпанији. Негде у тим сукобима је и изгубио око.
Од свих до сада набројаних вођа он је можда у овај рат ишао најчистија срца и намере. Код куће није имао никаквих проблема, али и поред тога је био спреман да жртвује своју удобност и богатство не би ли стекао место у вечности. Његова армија је била највећа.

## Проповедање крсташког похода
Новембра 1095. године Папа Урбан II сазвао је црквени сабор у француском граду Клермону. Сабору је присуствовало мноштво надбискупа и бискупа, али и Феудалци, ритери и сељаци. Посета је била велика, јер су сви осећали да се припремају велике ствари, потребне не само за цркву, већ и за читав западни свет. У уторак 27. новембра 1095. године Урбан II одржао је свечани говор пред окупљеном масом и указао је на опасност која прети од Турака хришћанским земљама, на тешкоће које наилазе ходочасници на путу за Јерусалим и позвао је западно хришћанство да спасе исток и „ослободи Христов гроб“.
Јерусалим сада држе непријатељи Христови. Он жуди за ослобођењем и не престаје да вас преклиње како бисте му притекли у помоћ. Бог је вама Францима подарио славу по оружју већу но што је у других народа. Стога са ревношћу предузмите ово путовање да бисте се ослободили својих греха, са извесношћу награде - непролазне славе у царству небеском.
Одзив народа био је преко очекивања велики. Решено је да се у поход крене 15. августа 1096. године, када се заврши жетва. План је био да се војске окупе у Цариграду. Док су феудалци вршили припреме да са својим четама, добро наоружани и снабдевени потребним средствима крену на далеки пут, претекле су их масе сељака и упутиле су се на исток.

## Сељачки крсташки рат
Глас о походу почео је да се шири по целој Западној Европи, нарочито Француској. Међу проповедницима нашао се велики број простих људи који су на своју руку почели да скупљају народ. Међу њима најпознатији је био Петар Пустињак, родом из француског града Амијена. Петар Пустињак је имао велике говорничке способности и изванредну моћ да утиче на људе. Држећи проповеди у Француској скупио је велике масе и док је стигао у немачки град Келн пратило га је више од 14.000 сељака. Поред његове војске такође је постојала и војска Валтера без Имања који је предводио око 15.000 сељака. Сви су међутим били слабо наоружани, без средстава за издржавање на тешком и дугом путу.

## Крсташи у Београду и Нишу
Прва група коју је сачињавала сиротиња дошла је крајем пролећа 1096. године у Земун, тада Угарску тврђаву. Док је главнина прешла Саву и код Београда ушла на византијску територију, заостало је неких шеснаест крсташа. Они су напали неке трговине са намером да их опљачкају, али су их Угари ухватили, добро истукли, одузели им оружја и скинули одела. Тако голе су их послали у Београд. Ова прва група, коју је предводио Валтер без Имања остала је без хране па су се њени представници обратили византијском заповеднику Београда да их снабде намирницама. Како је овај то одбио дошло је до сукоба. Крсташи су упали у град и починили свакојака зверства. Становници Београда огорчени овим делима навалили су на крсташе. Једне су побили а друге спалили у једној цркви, тако да се Валтер забринуо и кренуо даље ка Нишу и Софији.
Не много после прве, наишла је и друга група сиротиње коју је предводио Петар из Амијена. Близу Сремских Карловаца спојили су се они који су ишли пешке са онима који су се дошли бродовима низ Дунав и већ 20. јуна 1096. нашли су се пред Земуном. Овај сусрет би прошао без већих последица да није дошло до свађе око куповине једног пара ципела. Изродила се права битка и крсташи су заузели земунску тврђаву и поклали 4.000 Мађара.
Византијски командант Никита је наредио својој пограничној стражи, коју су сачињавали припадници варварског племена Печенега, да крсташе приморају да се искрцају на једном месту. Због тога је дошло прво до мале битке на реци, а затим и на копну. Одреди Петра Пустињака потукли су византијски одред и напали Београд. Крсташи су опљачкали град, а потом га запалили. Затим су кренули низ Дунав до ушћа Мораве, па долином Мораве до Ниша. Од Ниша кретали су се уским кланцима поред Пирота до Софије, преко хладних превоја Балкана до Пловдива и Једрена, тракијском равницом до Мраморног мора и најзад дуж обале до Цариграда.
После краћег задржавања у околини Цариграда, због нереда и пљачке пребачени су у Малу Азију. Ту су на обали поставили логор где је требало да сачекају остале крсташе. Непознавање прилика, жеља за пљачком и несмотреност довели су крсташе до сукоба са Турцима. То им се осветило, јер их је турска војска у великом броју побила и заробила.

## Поход феудалаца
У јесен 1096. у крсташки поход су кренули и феудалци. Неки од њих су повели са собом и породице, јер су мислили да ће се освајањем нових територија населити на Истоку.
Велики део крсташа прошао је истим путем као и пре њих масе сиротиње. Спустили су се низ Дунав и код Београда су ступале на територију Византије. Затим су преко Ниша, Софије и Једрена стизали у Цариград. Други део крсташа ишао је старим римским путем Via Egnatia који је почињао код Драча, затим пролазио кроз албанске планине до обале Охридског језера, па поред Струге и Охрида пењао се према Битољу, а затим кроз Воден, Солун и Сер стизали у Цариград. Крсташи су у Драч стизали или копненим путевима кроз Далмацију или бродовима из италијанских лука. Ремон Тулуски је кроз северну Италију и Далмацију дошао у Драч. Друга група крсташа, већином Нормана се укрцала у јужноиталијанским лукама се укрцала на бродове којима се пребацила у Драч. Одавде су римским путем Via Egnatia стигли у Цариград.
У српској престоници Скадру, српски краљ Константин Бодин Војисављевић (1081-1099) примио је вођу крсташке војске, француског грофа Рајмонда Тулушког. Тамо су склопљили споразум да крсташка војска неће бити ометана од Бодинових људи и да ће бити обезбеђено снабдевање намирницама и другим потрепштинама док су на територији српске државе.
Од краја 1096. до пролећа 1097. скупила се у околини Цариграда велика војска. Велики проблем и за крсташе и за византијску владу било је снабдевање оволиког броја крсташа. Крсташи су нешто куповали, нешто су добијали из византијских магацина, а понекад би опљачкали становништво предграђа.
Крсташе је одушевио Цариград својим велелепним трговима и палатама, величанственим црквама и сјајним двором. Међутим на Цариграђане крсташи су оставили бедан утисак сурових варвара и простих људи. Забринут због присуства великог броја наоружаних људи, византијски цар Алексије I Комнин се побринуо да крсташку војску што пре пребаци у Малу Азију. Претходно је цар затражио да му вође крсташа положе заклетву верности и да врате Византији територије које су некада њој припадале. Византијски цар се обавезао да ће их снабдети намирницама и оружјем и да ће се придружити у походу. Све вође крсташа прихватиле су цареве услове сем Ремона Тулуског.

## Крсташи на путу за Јерусалим

### Освајање Никеје
Одмах по преласку Босфора сви крсташи су обавили колективну молитву. Од тада ће то бити њихова стална пракса, пред сваку битку, у свакој ситуацији за коју нису имали решење, они су прибегавали колективним молитвама очекујући кроз њих прави одговор.
У прво време крсташи и Византинци су деловали удружено. Први заједнички циљ био је град Никеја. Удружене армије су се под њим улогориле већ у марту 1097. године. Време за напад је било идеално, јер се султан са главнином своје војске налазио у планинама Јерменије ратујући против Малик Газија, емира из куће Данишмен. Међусобни сукоби Турака овај пут су ишли крсташима на руку. Град је бранила тек мала посада. Оно што је посебно битно је да је у граду била султанова жена са децом.
Никеју није било лако освојити. Бедеми су били сувише високи, било је 246 одбрамбених кула, а град се једном страном наслањао на језеро. Можда би се поход крсташа сломио већ овде пред Никејом да код султана није дошло до кобне забуне. Олако је новопридошле крсташе изједначио по вредности са онима које је недавно водио Петар Пустињак и које су његове трупе са мало труда разбиле. Када је коначно увидео своју грешку било је касно, а он се и поред неколико напада, од којих је најјачи био 21. маја, није се успео пробити у град. Одустао је и повукао се у планине остављајући Никеју својој судбини.
После повлачења Султана Арслана Турци становници Никеје су писали цару Алексију Комнину молећи за помоћ. Алексије Комнин наређује генералу Бутумиту да без знања крсташа тајно преговара о предаји Никеје. Татикије је требало да се придружи крсташима и директно нападне зидине, а Бутумит претвара да то исто ради, тако да изгледа као да су византијски војници освојили град. Тако је и учињено и Турци су се предали 19. јуна Бутумиту. Алексије Комнин је дао крсташима новац, коње и друге дарове, али крсташи нису били задовољни, јер су веровали да би имали много више да су сами заузели Никеју. Алексије Комнин није допустио крсташима да иду, док му се нису заклели на оданост и верност, као и на то да ће Византији вратити све области, које јој припадају.
Цар је затим искористивши овај успех заузео и Смирну, Ефес, Сард и друге градове у западном делу Мале Азије.

### Битка код Дорилеја
Крсташи су напустили Никеју 26. јуна у две групе. Поделили су се да би се успут лакше снабдевали. У предњој групи су ишли Боемунд Тарентски, Танкред Галилејски, Роберт Куртоз, Роберт Фландријски и византијски генерал Татикије. У другој групи су били Балдуин Јерусалимски, Готфрид Бујонски, Ремон Тулуски и Стефан од Блоа. После тродневног марша војска Боемунда Тарантског стигла је 30. јуна увече близу Дорилеја на северној обали реке Тимбрис и ту је направила логор. Друга група крсташа у којој је био Готфрид Бујонски и Ремон Тулуски је заостала иза њих.
Килиџ Арслан је 1. јула опколио војску Боемунда Тарентског, односно једну од две групе крсташа. Напад је извео изненада рано ујутро, испаљујући велики број стрела на крсташки логор. Крсташи витезови су кренули у спорадичне контранападе, али нису могли да се пробију. Турци су упали коњицом у крсташки логор, убијајући лако оне који нису војници и пешаке без оклопа. Боемунд Тарантски шаље гласнике другој крсташкој групи, тражећи помоћ. Борио се да издржи док не стигне помоћ.
Доласком Готфрида Бујонског и Ремона Тулуског две стране су се изједначиле у снази. Нико није могао победити. Снажно су витезови нападали Турке, али нису их могли победити, док год се није појавио бискуп Адемар Пијски, који је напао турску позадину и главни турски логор. Турци су били ужаснути кад су видели свој логор у пламену и убрзо су се дали у бег остављајући логор.
Крсташи су постали богати бар за кратко, јер су се докопали блага султана Арслана. После битке султан Арслан је имао других проблема на истоку, па су крсташи могли доћи до Антиохије без икаквог отпора. Требало им је готово три месеца да пређу Анадолију током љетњих врућина, а у октобру су започели опсаду Антиохије.

### Опсада Антиохије
Опсада крсташа против града, кога су Турци заузели 9 година раније, трајала је од 21. октобра 1097. до 3. јуна 1098. Током опсаде крсташи нису дуго могли ући у град, а међу крсташима је владала глад. Пред долазак велике и надмоћније муслиманске војске, крсташи су успели освојити град захваљујући издаји стражара у граду. У Антохији је уследио велики покољ Турака.
Друга опсада је била опсада против крсташа, који су заузели град, а трајала је од 7. јуна до 28. јуна 1098. Неколико дана након што су га крсташи заузели, пред град је стигла надмоћна муслиманска војска и ставила Антиохију под другу опсаду. Крсташи су се нашли у безизлазном положају, док један монах није нашао наводно Свето Копље. Та реликвија је дигла морал крсташима, који вођени религиозним фанатизмом побеђују муслиманску војску.
После битке Боемунд Тарентски је сматрао да је град његов, чему се опиру Адемар Пијски и Ремон Тулуски. Алексије I Комнин није хтео да шаље војску да тражи град за себе. Боемунд је тврдио у Антиохији да је Алексије I Комнин напустио крсташки рат, тако да заклетве, које су му дали више не важе. У новембру Ремон Тулуски коначно предаје Антиохију Боемунду Тарентском, с циљем да се крсташки рат настави у миру. Боемунд Тарантски тако постаје први принц Антиохије, а крсташи су наставили према Јерусалиму почетком 1099. године.

## Опсада Јерусалима
Јуна 1099. крсташи су стигли пред Јерусалим. Град је био добро утврђен и имао је јак гарнизон, довољно хране и воде да издржи дугу опсаду. Код крсташа ситуација је била другачија. Крсташка војска није имала справа потребних за опсаду. Многи нису веровали да ће се град са оваквим снагама освојити и напустили су поход. Са доласком ђеновљанске флоте, која је довела храну и опсадне машине ситуација се поправила. Тад су почеле припреме за опсаду града. Саграђене су две велике и једна мала кула на точковима. Војска се састојала од 12.000 пешака и 1.200 коњаника. Браниоци су са зидина бацали на крсташе ватру, врело уље, камење и мноштво стрела, док су крсташи бомбардовали зидине справама за бацање камења. Крсташи су успели да ноћу приближе кулу и да сутрадан са њеног врха баце покретни мост и пређу на зидине. Затим су се спустили у град и отворили једну капију кроз коју је војска прошла у град. Заповедник Јерусалима се предао и допуштено му је да се са војском повуче из града.
Крсташи су заузели Јерусалим 15. јула 1099. године. Велика победа после толиких напора потпуно је избезумила крсташе. Јурили су улицама, упадали у куће, улетали у џамије и убијали сваког на ког би наишли, људе, жене, децу и старце, Муслимане и Јевреје, без икакве разлике. Покољ је трајао читаво послеподне и читаву следећу ноћ. И сами крсташи су се уплашили и згадили над својим поступцима. Крсташки писац са краја XII века каже:
Град је пружао слику таквог покоља непријатеља, толико проливене крви да је и саме освајаче захватила страхота и одвратност
Бујонском је припала титула чувара гроба Господњег, а његови наследници су узимали титулу краља. Формиране су кнежевина Антиохија и 2 грофовије (Едеса и Триполи) на феудалној основи. У овом периоду велики број становништва се досељава из Европе како би зарадио, а верски циљ се брзо губи.

## Последице
Византија је могла да се помири са оснивањем Јерусалимске краљевине у удаљеној Палестини, али не и са Боемундовом кнежевином у Антиохији. Антиохијска кнежевина погађала је интересе Византије, а ни Боемунд није крио своје намере па ће ускоро отворити непријатељства. Међутим Боемунд је прво морао да ратује са Турцима којима је такође сметала кнежевина. Године 1100. Боемунд пада у турско заробљеништво, али су га крсташи откупом ослободили. Међутим 1104. Турци су задали крсташима страховит пораз. Алексије је то искористио и заузео све важне градове на сиријској обали.
Боемунд није могао да ратује на две стране, па је оставивши Танкреда у Антиохији пошао на Запад да тамо организује акцију против Византије. Сакупивши јаку војску октобра 1107. године се искрцао код Валоне. Борба се завршила одлучном победом Византинаца и капитулацијом норманског кнеза. Боемунд је уговором из 1108. године признао византијског цара за свог сизерена и обавезао се да неће предузимати никаква непријатељства против Византије, већ да ће као вазал помагати цару против његових непријатеља.

## Формирање витешко-монашких редова
Прилив нових снага након Првог крсташког рата био је слаб, па су зато основани витешко-монашки редови. У почетку XII века основан је ред Темплара или Храмовника, назван по седишту које се налазило у близини Соломоновог храма у Јерусалиму, и ред Јовановаца или Хоспиталаца који је добио име по манастиру Светог Јована у Јерусалиму. Крајем истога века основан је и трећи, Тевтонски ред, који је добио име по Немцима, оснивачима реда. Ови редови названи су монашким, јер су њихови припадници живели скромно и сиромашно, као монаси посветивши своје дело напретку цркве. Витешким су се називали јер су под монашком мантијом носили панцир и били наоружани за борбу против муслимана у одбрану крсташких поседа на Истоку и „Христовог гроба“. Крајем XII века било је 15.000 темплара.